# Petrovice (okres Bruntál)
Obec Petrovice (německy Petersdorf) se nachází v okrese Bruntál v Moravskoslezském kraji. Žije zde 144 obyvatel. Celá zástavba obce, jakož i téměř celý její katastr leží na Moravě, respektive je součástí moravské enklávy Osoblažska, ale úzký pruh území podél její západní hranice patřil dříve ke Zlatým Horám a tak obec zasahuje i do Slezska. Zástavba obce těsně navazuje na zástavbu sousední obce Janov, s níž tvoří prakticky jednotný urbanistický sídelní celek.

## Název
Je-li třeba obec rozlišit, tradičně se používají názvy s přívlastky: Petrovice u Zlatých Hor nebo vzácněji Petrovice u Krnova či Petrovice u Janova. Katastrální území obce však má název Petrovice ve Slezsku, přestože většina území obce včetně jejího jádra historicky patří k Moravě. Obec Janov, k níž Petrovice v letech 1961–1990 patřily a dodnes pod ni spadají poštou, má v názvu katastrálního území přívlastek „u Krnova“. Oficiálně byl název obce Petrovice od jejího vzniku vždy bez přívlastku.

## Poloha
Obec Petrovice sousedí na severu s Polskem (gmina Głuchołazy), na východě s Janovem, na jihu s Městem Albrechticemi, na jihozápadě s Heřmanovicemi a na západě se Zlatými Horami. Od okresního města Bruntál je vzdálena 28 km a od krajského města Ostrava 75 km.
Geomorfologicky patří Petrovice k provincii Česká vysočina, subprovincii Krkonošsko-jesenické (Sudetské), oblasti Jesenické (Východosudetské) (geomorfologický celek Zlatohorská vrchovina, podcelek Hynčická hornatina na západě). Nejvyšších poloh dosahuje území obce na jižní hranici (Kutný vrch 869/866 m n. m., Solná hora 868/867 m n. m.), na západní hranici na Větrné (801 m n. m.) a na severu na svahu Biskupské kupy (891/890 m n. m.).
Území Petrovic patří do povodí Odry, resp. řeky Osoblahy, která na jihu území obce pramení pod názvem Petrovický potok, přijímá zde několik drobných prvních přítoků odtéká směrem na východ.
Území obce pokrývá z 17,5 % zemědělská půda (0,5 % orná půda, 15,5 % louky a pastviny), z 79 % les a z 3,5 % zastavěné a ostatní (např. průmyslové) plochy.
Jádro vsi je chráněno jako vesnická památková zóna.

## Historie
První písemná zmínka o obci pochází z roku 1267. Od roku 1961 do 23. listopadu 1990 byly Petrovice částí obce Janov.

### Vývoj počtu obyvatel
Počet obyvatel Petrovic podle sčítání nebo jiných úředních záznamů:
| Rok            | 1869 | 1880 | 1890 | 1900 | 1910 | 1921 | 1930 | 1939 | 1950 | 1961 | 1970 | 1980 | 1991 | 2001 |
| -------------- | ---- | ---- | ---- | ---- | ---- | ---- | ---- | ---- | ---- | ---- | ---- | ---- | ---- | ---- |
| Počet obyvatel | 1327 | 1320 | 1301 | 1169 | 1024 | 806  | 749  | 703  | 267  | 365  | 306  | 237  | 167  | 141  |

1. ↑  z toho: 10 Čechoslováků, 714 Němců; 728 řím. kat., 11 evang., 10 bez vyzn.
2. ↑  z toho: 118 Čechů, Moravanů a Slezanů, 12 Slováků, 2 Němci, 1 Polák; 39 řím. kat., 1 čsl. hus., 85 bez vyzn.

V Petrovicích je evidováno 148 adres : 145 čísel popisných (trvalé objekty) a 3 čísla evidenční (dočasné či rekreační objekty). Při sčítání lidu roku 2001 zde bylo napočteno 130 domů, z toho 48 trvale obydlených.

### Názvy existujících a zaniklých částí
- Česky Petrovice, německy Petersdorf, polsky Pietrowice.
  - Česky Mariánské Zátiší, německy Marienruhe.
  - Česky Rudolfova Chata, německy Rudolfsheim.

## Pamětihodnosti
- Kostel sv. Rocha je kulturní památka ČR.[15]
- Venkovská usedlost čp. 130
- Venkovský dům čp. 115
- Venkovský dům čp. 39
- Venkovský dům v kožuchu čp. 137

## Významní rodáci
- Josef David (1827 – 1889), ř. k. kněz, ThDr., profesor pastorální teologie na teol. fak. v Olomouci, v škol. r. 1867/68, 1872/74 a 1878/79 trojnásobný děkan teolog f. v Olomouci. Zemřel a pochován v Olomouci.[16]
- Josef Pfitzner (1901–1945), sudetoněmecký historiograf a nacistický politik
- Erich Robert Sorge (1933–2002), německý církevní hudební skladatel

## Galerie

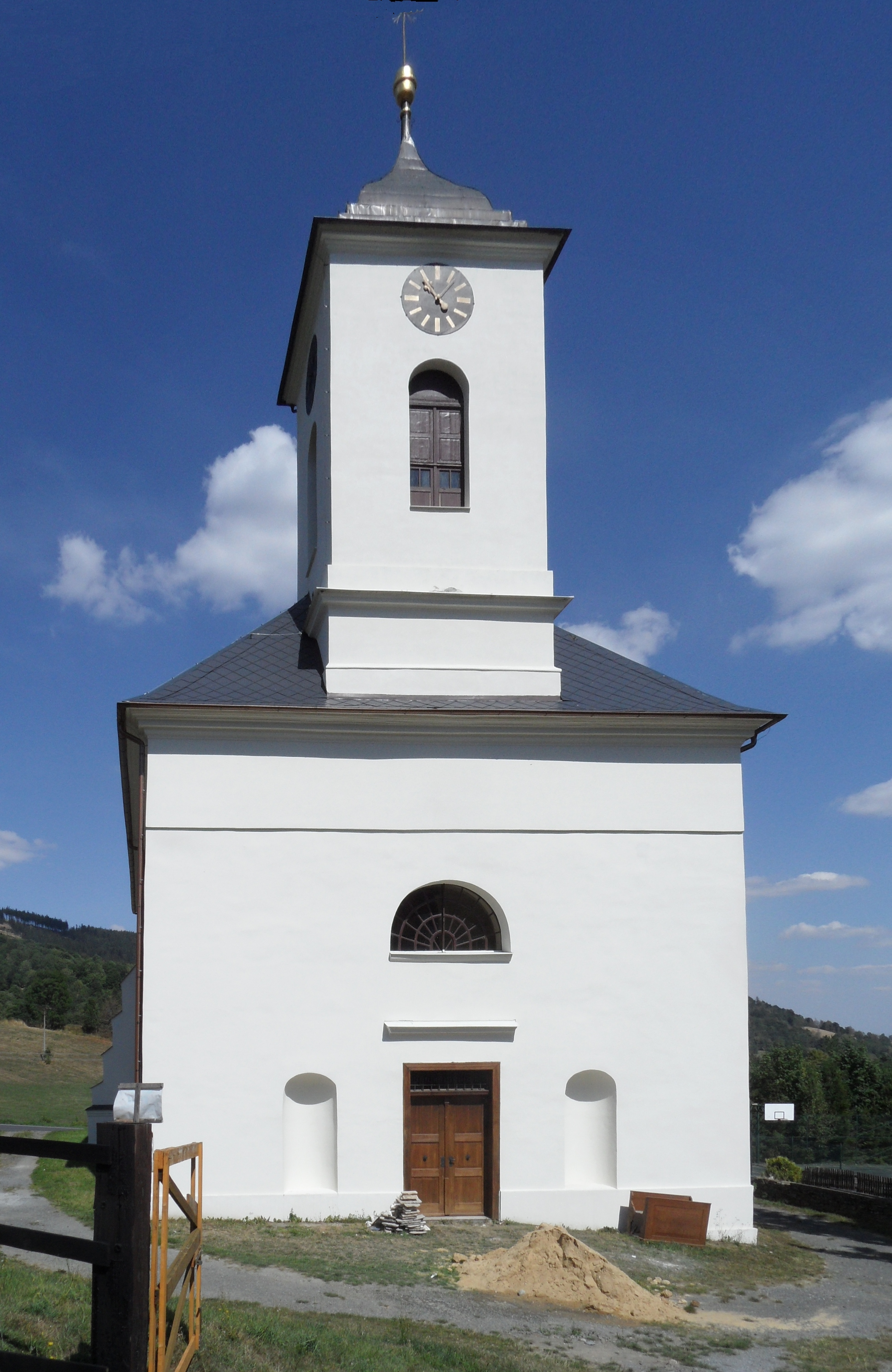
Kostel svatého Rocha
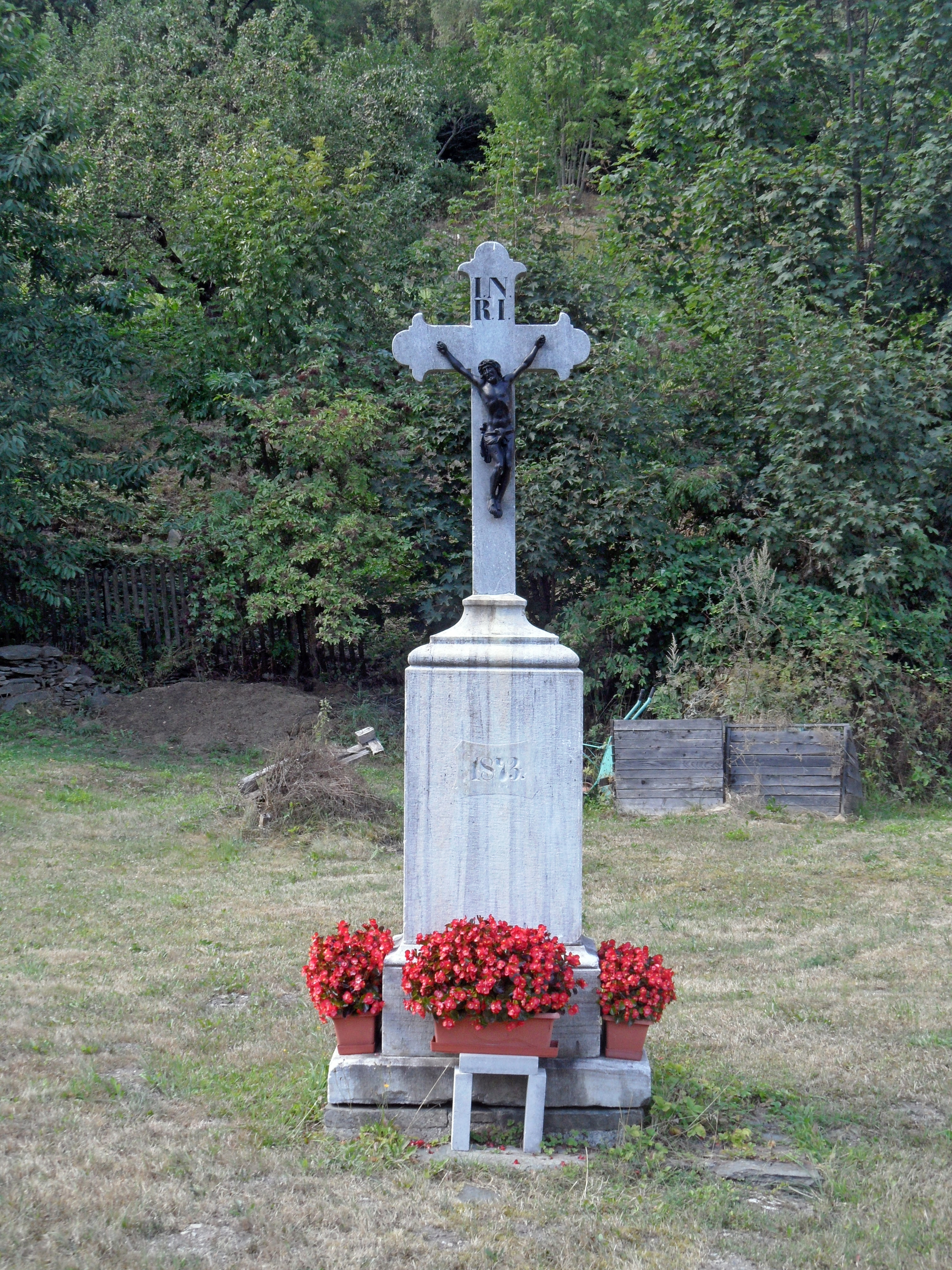
Křížek u potoka
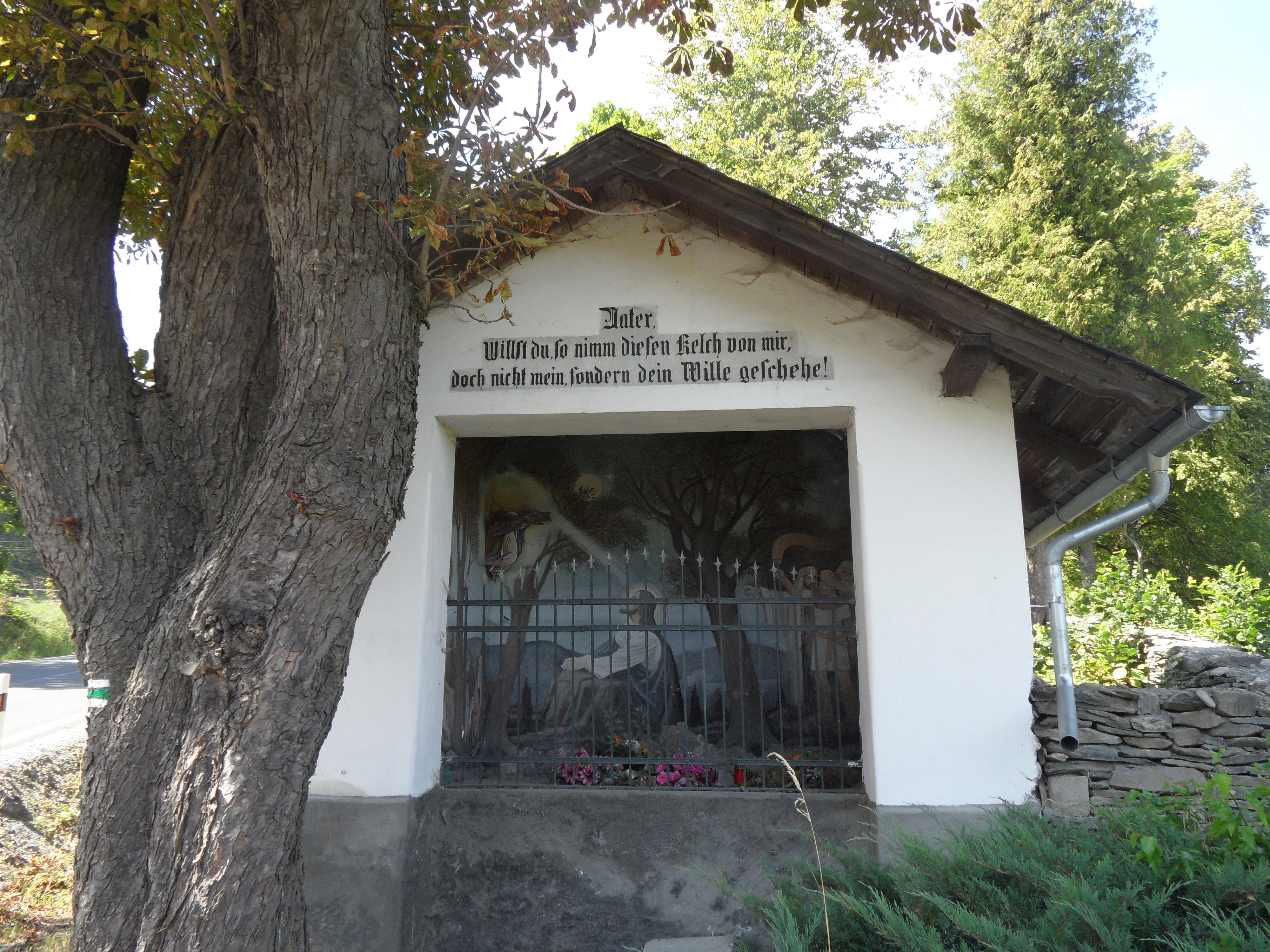
Kaplička u hřbitova
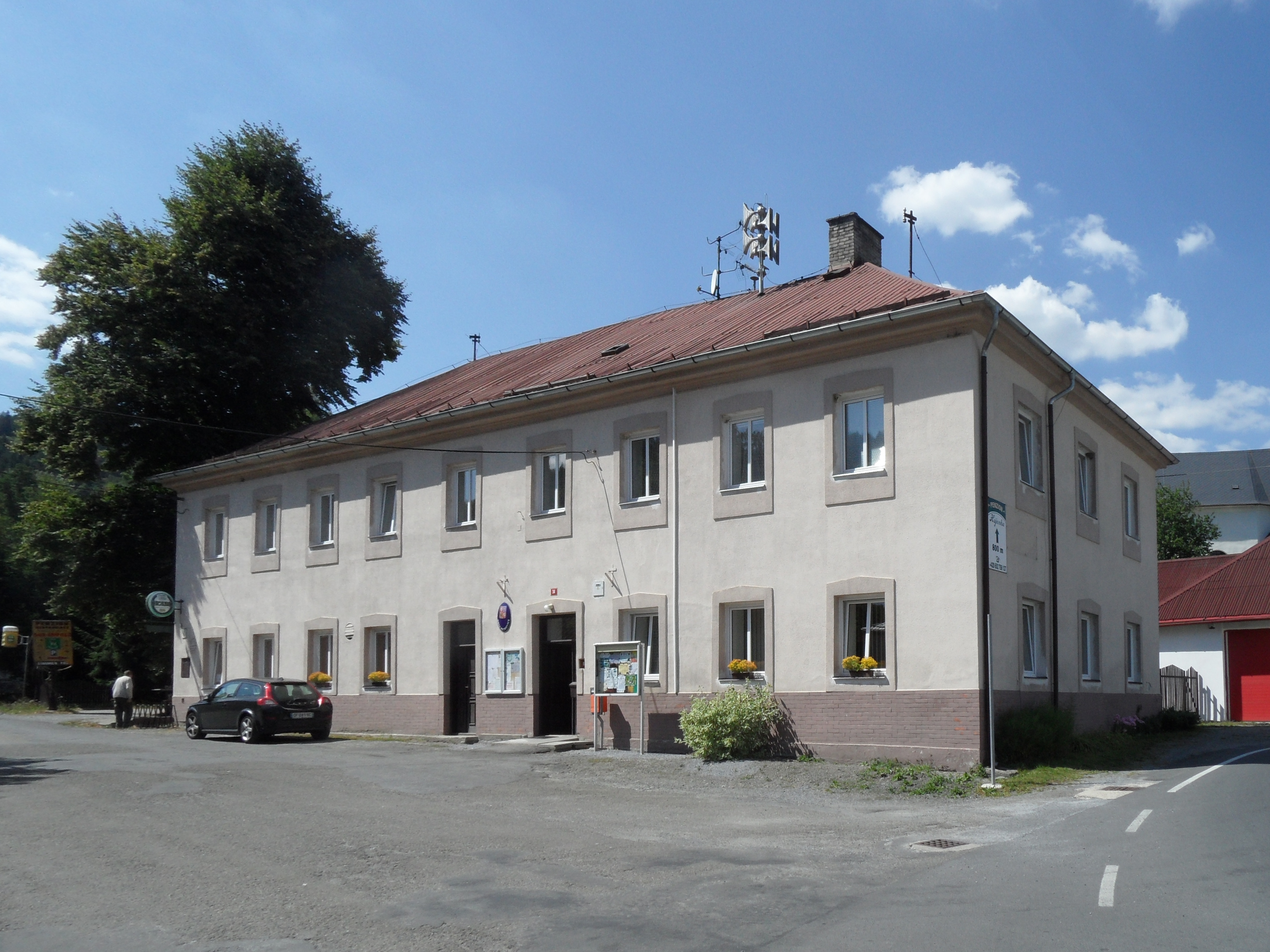
Obecní úřad a restaurace
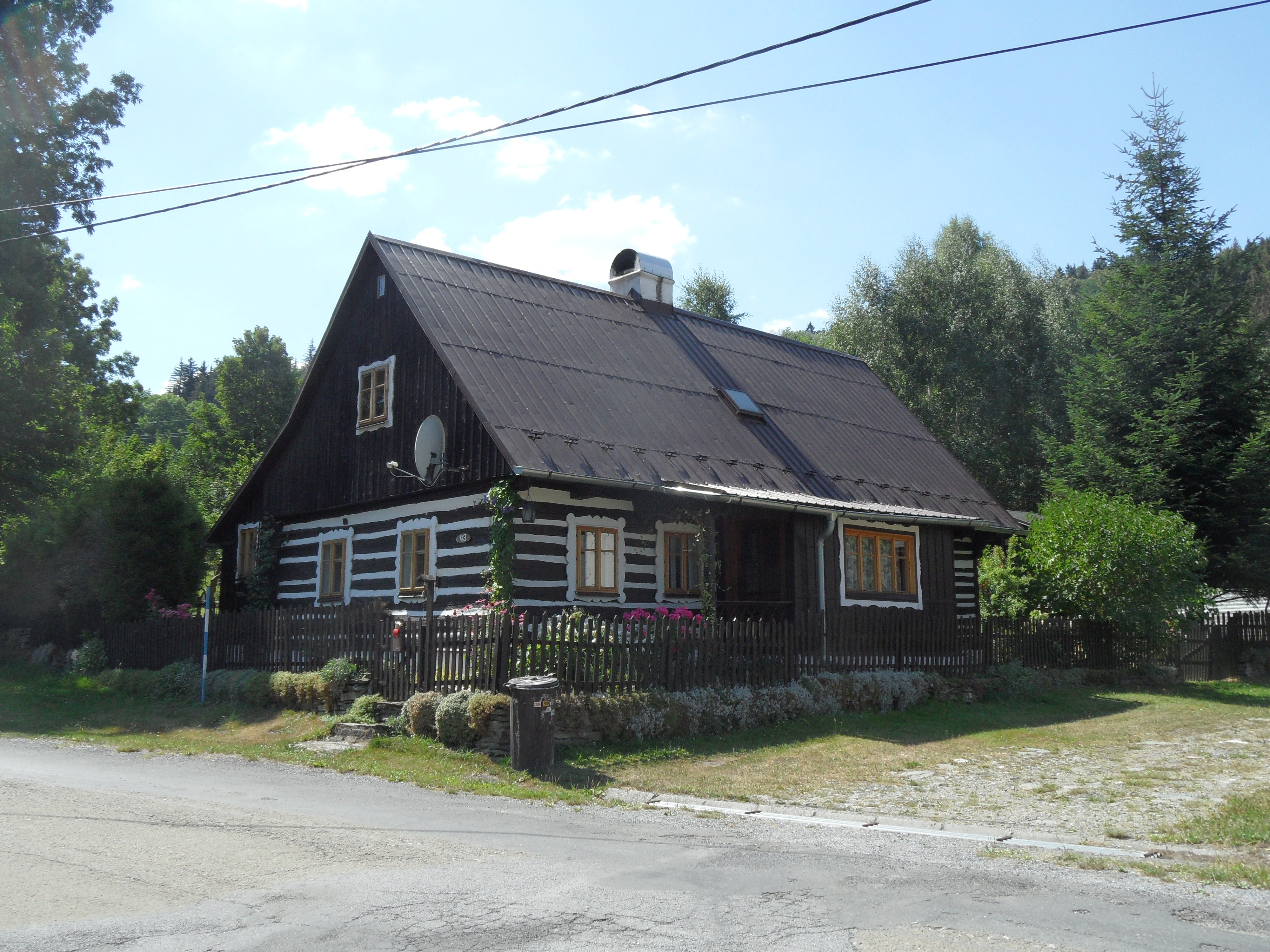
Roubená chalupa
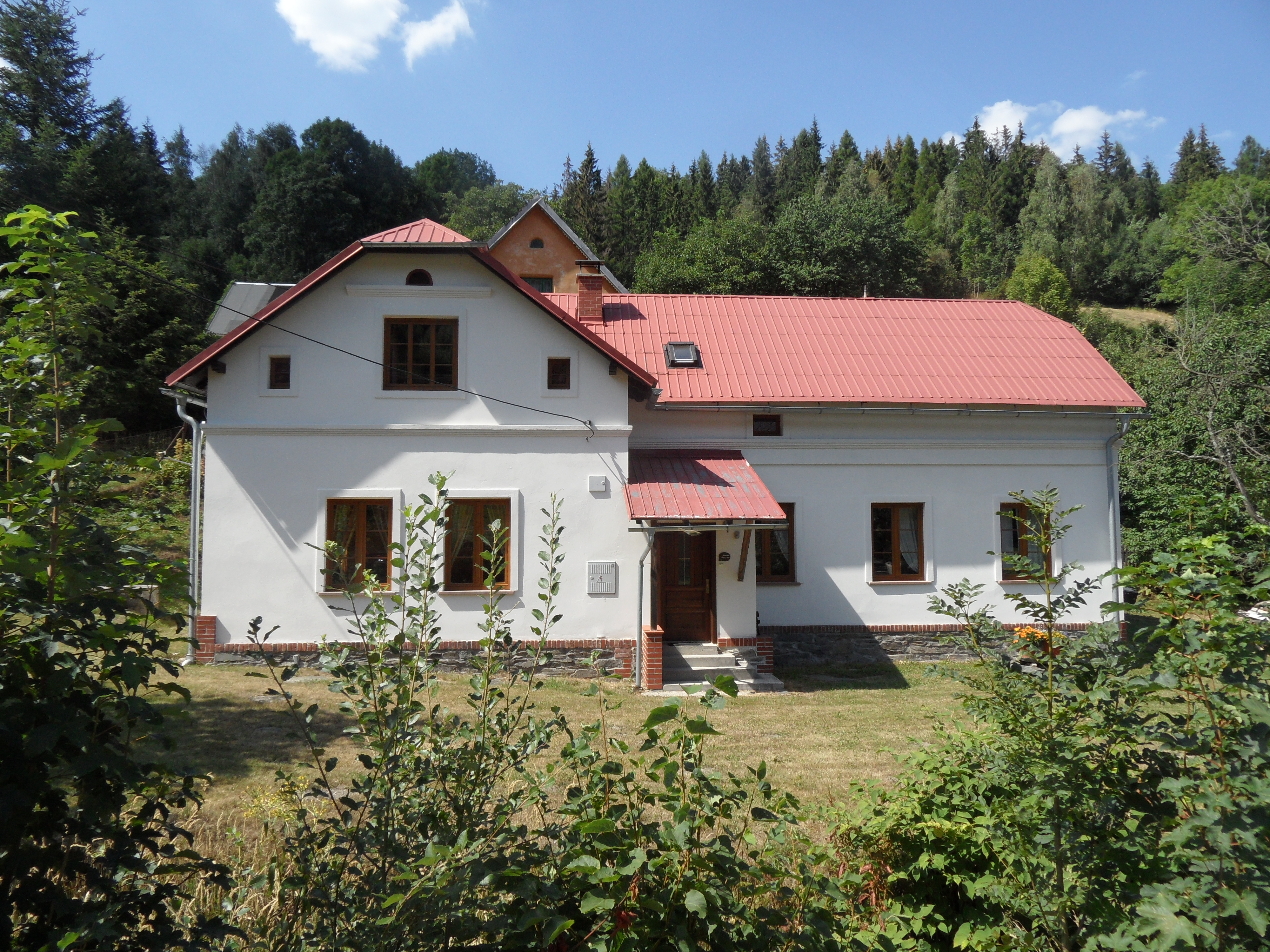
Dům za potokem